# Série de championnat de la Ligue nationale de baseball 1990
La Série de championnat de la Ligue nationale de baseball 1990 était la série finale de la Ligue nationale de baseball, dont l'issue a déterminé le représentant de cette ligue à la Série mondiale 1990, la grande finale des Ligues majeures.
Cette série quatre de sept a débuté le jeudi 4 octobre 1990 et s'est terminée le vendredi 12 octobre par une victoire des Reds de Cincinnati, quatre parties à deux sur les Pirates de Pittsburgh. 

## Déroulement de la série

### Calendrier des rencontres
| Match | Date       | Visiteur              | Hôte                  | Score |
| ----- | ---------- | --------------------- | --------------------- | ----- |
| 1     | 4 octobre  | Pirates de Pittsburgh | Reds de Cincinnati    | 4 - 3 |
| 2     | 5 octobre  | Pirates de Pittsburgh | Reds de Cincinnati    | 1 - 2 |
| 3     | 8 octobre  | Reds de Cincinnati    | Pirates de Pittsburgh | 6 - 3 |
| 4     | 9 octobre  | Reds de Cincinnati    | Pirates de Pittsburgh | 5 - 3 |
| 5     | 10 octobre | Reds de Cincinnati    | Pirates de Pittsburgh | 2 - 3 |
| 6     | 12 octobre | Pirates de Pittsburgh | Reds de Cincinnati    | 1 - 2 |

### Match 1
Jeudi 4 octobre 1990 au Riverfront Stadium, Cincinnati, Ohio.
| Pirates de Pittsburgh | 0 | 0 | 1 | 2 | 0 | 0 | 1 | 0 | 0 | 4 | 7 | 1 |
| Reds de Cincinnati | 3 | 0 | 0 | 0 | 0 | 0 | 0 | 0 | 0 | 3 | 5 | 0 |
| Lanceurs partants : PIT : Bob Walk CIN : José Rijo Vic. : Bob Walk (1-0) Déf. : Norm Charlton (0-1) Sauv. : Ted Power (1) HRs : PIT : Sid Bream (1) |   |   |   |   |   |   |   |   |   |   |   |   |

### Match 2
Vendredi 5 octobre 1990 au Riverfront Stadium, Cincinnati, Ohio.
| Pirates de Pittsburgh | 0 | 0 | 0 | 0 | 1 | 0 | 0 | 0 | 0 | 1 | 6 | 0 |
| Reds de Cincinnati | 1 | 0 | 0 | 0 | 1 | 0 | 0 | 0 | X | 2 | 5 | 0 |
| Lanceurs partants : PIT : Doug Drabek CIN : Tom Browning Vic. : Tom Browning (1-0) Déf. : Doug Drabek (0-1) Sauv. : Randy Myers (1) HRs : PIT : Jose Lind (1) |   |   |   |   |   |   |   |   |   |   |   |   |

### Match 3
Lundi 8 octobre 1990 au Three Rivers Stadium, Pittsburgh, Pennsylvanie.
| Reds de Cincinnati | 0 | 2 | 0 | 0 | 3 | 0 | 0 | 0 | 1 | 6 | 13 | 1 |
| Pirates de Pittsburgh | 0 | 0 | 0 | 2 | 0 | 0 | 0 | 1 | 0 | 3 | 8  | 0 |
| Lanceurs partants : CIN : Danny Jackson PIT : Zane Smith Vic. : Danny Jackson (1-0) Déf. : Zane Smith (0-1) Sauv. : Randy Myers (2) HRs : CIN : Billy Hatcher (1), Mariano Duncan (1) |   |   |   |   |   |   |   |   |   |   |    |   |

### Match 4
Mardi 9 octobre 1990 au Three Rivers Stadium, Pittsburgh, Pennsylvanie.
| Reds de Cincinnati | 0 | 0 | 0 | 2 | 0 | 0 | 2 | 0 | 1 | 5 | 10 | 1 |
| Pirates de Pittsburgh | 1 | 0 | 0 | 1 | 0 | 0 | 0 | 1 | 0 | 3 | 8  | 0 |
| Lanceurs partants : CIN : José Rijo PIT : Bob Walk Vic. : José Rijo (1-0) Déf. : Bob Walk (1-1) Sauv. : Rob Dibble (1) HRs : CIN : Paul O'Neill (1), Chris Sabo (1) PIT : Jay Bell (1) |   |   |   |   |   |   |   |   |   |   |    |   |

### Match 5
Mercredi 10 octobre 1990 au Three Rivers Stadium, Pittsburgh, Pennsylvanie.
| Reds de Cincinnati | 1 | 0 | 0 | 0 | 0 | 0 | 0 | 1 | 0 | 2 | 7 | 0 |
| Pirates de Pittsburgh | 2 | 0 | 0 | 1 | 0 | 0 | 0 | 0 | X | 3 | 6 | 1 |
| Lanceurs partants : CIN : Tom Browning PIT : Doug Drabek Vic. : Doug Drabek (1-1) Déf. : Tom Browning (1-1) Sauv. : Bob Patterson (1) |   |   |   |   |   |   |   |   |   |   |   |   |

### Match 6
Vendredi 12 octobre 1990 au Riverfront Stadium, Cincinnati, Ohio.
| Pirates de Pittsburgh | 0 | 0 | 0 | 0 | 1 | 0 | 0 | 0 | 0 | 1 | 1 | 3 |
| Reds de Cincinnati | 1 | 0 | 0 | 0 | 0 | 0 | 1 | 0 | X | 2 | 9 | 0 |
| Lanceurs partants : PIT : Ted Power CIN : Danny Jackson Vic. : Norm Charlton (1-1) Déf. : Zane Smith (0-2) Sauv. : Randy Myers (3) |   |   |   |   |   |   |   |   |   |   |   |   |

## Joueur par excellence
Les lanceurs de relève Rob Dibble et Randy Myers, deux des trois membres des Nasty Boys des Reds de Cincinnati, furent nommés joueurs par excellence de cette Série de championnat. Auteur d'un sauvetage en 4 parties, Dibble blanchit les Pirates et retira 10 frappeurs sur des prises en seulement 5 manches au monticule. Myers vint lui aussi lancer dans 4 parties et blanchit également Pittsburgh au cours de 5 manches et deux tiers lancées. Il protégea trois des quatre victoires des Reds.